# Honshū
Honshū (本州, littéralement « province principale ») est la plus grande île du Japon, autrefois connue en Occident sous le nom de « Hondo », sur laquelle se trouvent entre autres les villes de Tokyo, Osaka, Kyoto, Hiroshima, Yokohama, Nara et Nagoya.

## Toponymie
Honshū était notamment dénommée Île-libellule (秋津島, Akitsu-shima) dans l'Antiquité, comme il en est fait mention dans les ouvrages officiels de l'époque (Kojiki, Nihon shoki).
Au Moyen Âge, l'île était dénommée « Meako », nom tiré du japonais miyako (都).[réf. nécessaire]

## Géographie

Carte de Honshū.

Honshū est la septième plus grande île du monde, avec une superficie de 230 510 km2, soit une taille approchant celle du Laos ou de la Roumanie, ce qui représente environ 60 % de la surface totale du Japon, s'étirant en longueur sur 1 389 km, sa largeur varie entre 50 et 240 km. Elle se situe en mer du Japon qui la baigne au nord (détroit de Tsugaru), au nord-ouest et à l'ouest-sud-ouest.  Elle est bordée par l'océan Pacifique au sud-est, par la mer des Philippines au sud, par la mer intérieure de Seto à l'ouest-sud-ouest (côté mer des Philippines).
Peuplée par cent millions d'habitants, c'est-à-dire les 4/5e des Japonais, elle est la deuxième île la plus peuplée au monde, après celle de Java.
Montagneuse et volcanique, Honshū est souvent sujette à des tremblements de terre, qui provoquent parfois la mort de milliers de personnes. Géologiquement parlant, elle se divise en deux, de part et d'autre de la ligne tectonique Itoigawa-Shizuoka, qui correspond à la limite entre le Japon de l'ouest (西日本, plaque eurasiatique） et le Japon de l'est (東日本, Fossa Magna) puis  plaque nord-américaine), ces deux parties constituant à l'origine (jusqu'à il y a environ 12 millions d'années) deux îles distinctes. Le point culminant de cette île est le mont Fuji, volcan actif qui culmine au milieu d'une plaine du sud de la Fossa Magna à 3 776 m.
De nombreux cours d'eau sillonnent cette île, dont le plus long du Japon : le fleuve Shinano-gawa. Le lac Biwa, plus grand lac du Japon, s'y trouve.
La vie aquatique des rivières et des lacs est menacée par les pluies acides entraînées par la pollution des centrales thermo-électriques au charbon.

## Régions
Elle se divise en plusieurs régions : 
- Tōhoku au nord ;
- Kantō à l'est ;
- Chūbu au centre ;
- Kansai (ou Kinki) vers l'ouest ;
- Chūgoku à l'ouest.

## Galerie

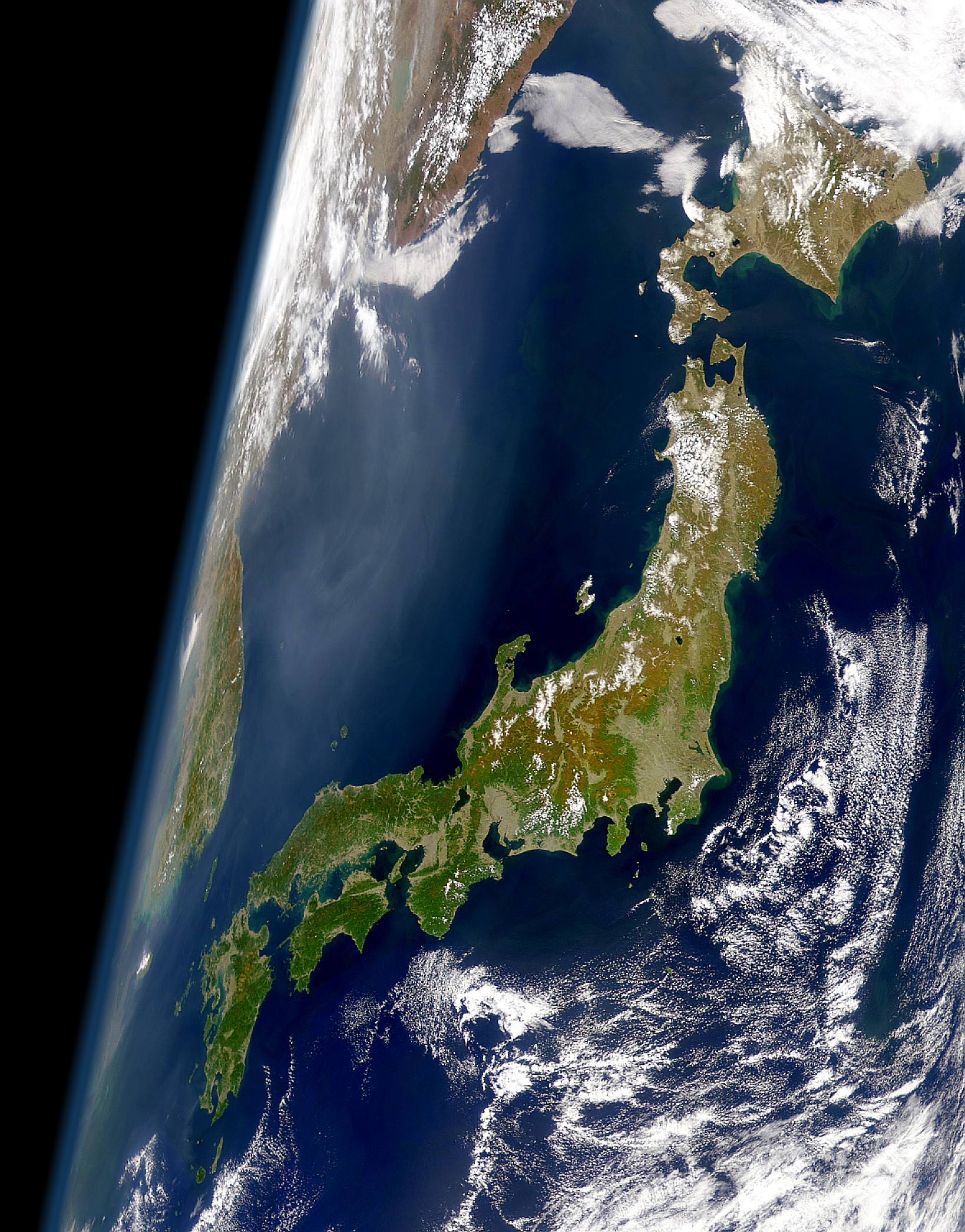
Photo du Japon avec  Honshū au centre.
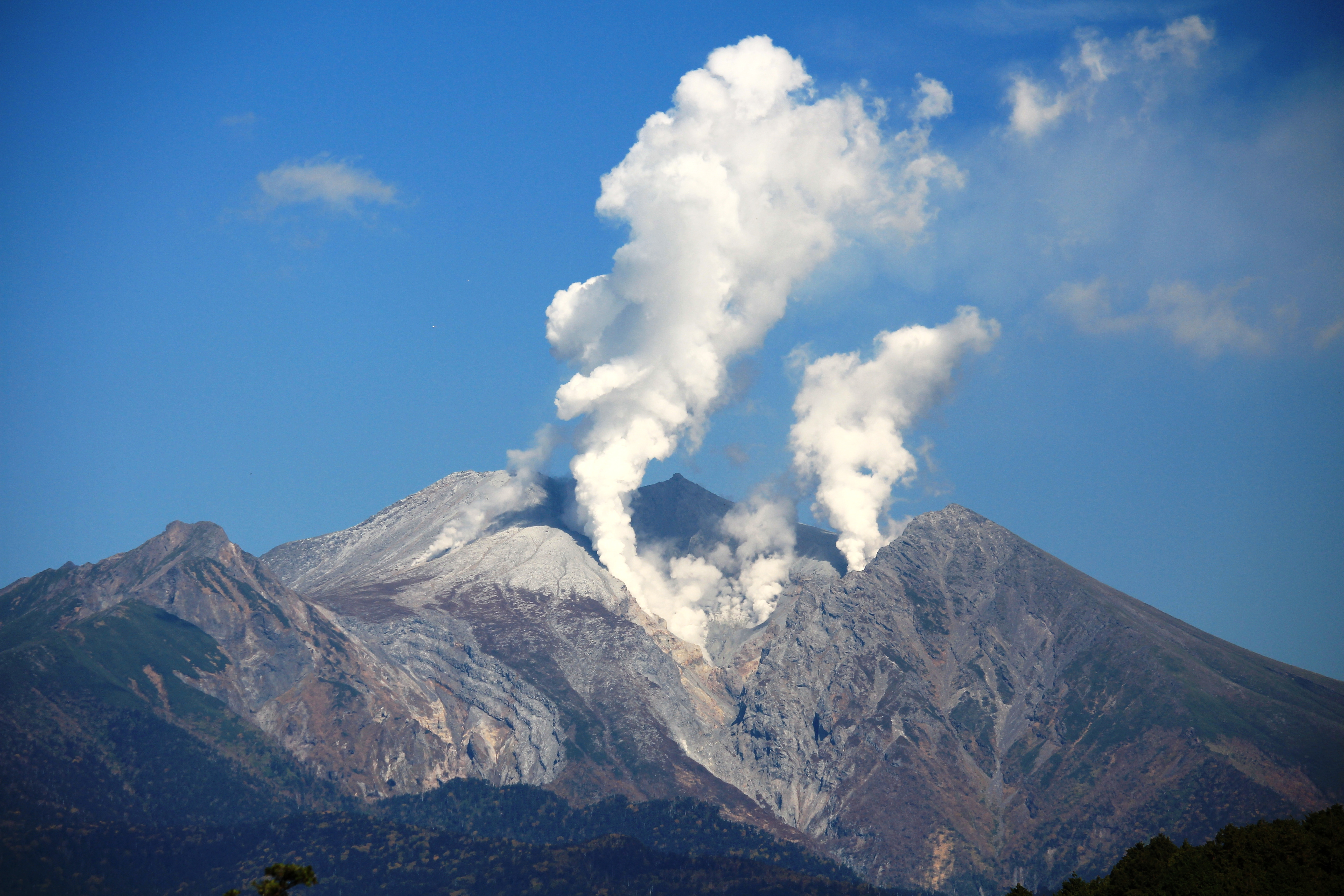
Lors de l'éruption du mont Ontake en 2014.